# 佩韦勒地区艾克斯
佩韦勒地区艾克斯（法語：Aix-en-Pévèle，法語發音：[ɛks ɑ̃ pevɛl]；2018年11月之前名为艾克斯 (Aix)）是法国上法蘭西大區北部省的一个市镇，位于该省中东部，属于杜埃区。

## 地理
佩韦勒地区艾克斯（50°29'25"N, 3°17'26"E）面积6.55 平方千米，位于法国上法蘭西大區北部省，该省份为法国最北部的省份及最长的省份，西北濒北海，西接加来海峡省，南至埃纳省和索姆省，东与比利时接壤。
与佩韦勒地区艾克斯接壤的市镇（或旧市镇、城区）包括：穆尚、萨梅翁、朗达、诺曼、吕姆日。
佩韦勒地区艾克斯的时区为UTC+01:00、UTC+02:00（夏令时）。

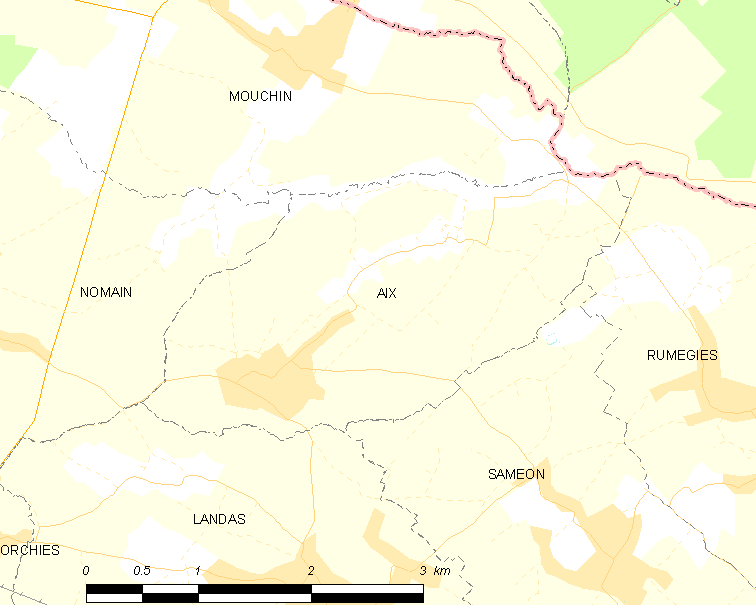
佩韦勒地区艾克斯的OSM定位图

## 行政
佩韦勒地区艾克斯的邮政编码为59310，INSEE市镇编码为59004。

## 政治
佩韦勒地区艾克斯所属的省级选区为奥尔希县。

## 人口

1962-2008年间佩韦勒地区艾克斯人口变化图示

佩韦勒地区艾克斯于2022年1月1日时的人口数量为1348人。